# 山田美保子
山田 美保子（やまだ みほこ、1957年5月4日 - ）は、日本の放送作家、芸能コラムニスト、コメンテーター。エンジン01分化戦略会議メンバー（動物愛護委員会委員）。かつて株式会社ホリプロに所属していた。

## 人物
歯科医の娘として、東京都世田谷区に生まれる。青山学院初等部、青山学院中等部・高等部を経て、青山学院大学文学部日本文学科を卒業。
高校から大学時代には、通学途中にジャニーズ事務所の合宿所があったこともあり、アイドル・グループ「JOHNNYS' ジュニア・スペシャル」の追っかけをしていた。最初はフォーリーブスのファンであったが、やがてコンサートのバックで踊るJOHNNYS' ジュニア・スペシャルの林正明に関心が向くようになった。大島さと子は当時の追っかけ仲間である。ジャニーズファンの間では、ファンからスタートして芸能界で成功した人物として有名である。
大学卒業後は1980年４月からTBSラジオのラジオキャスタードライバーとして「954情報キャスター」「ハローベストテン」「おはよう土居まさるです」「大沢悠里ののんびりワイド」などを担当。1985年４月からフリーキャスターとしてTBSラジオ「こどものこころ」を務めた。1988年から放送作家、雑誌ライターとしての活動をスタート。「DIME」「Hanako」「SPA!」などで連載。
現在にかけて放送作家として活動する一方、テレビ・コラムニスト・ラジオのコメンテーターとして出演している。

## 批判
2023年9月時点で「ジャニーズ取材歴43年、ファン歴55年」であり、長年にわたりジャニーズ事務所界隈の近くにいた人物である。9月10日、『サンデー・ジャポン』（TBSテレビ）に出演した際、ジャニー喜多川性加害問題について、デーブ・スペクターから「芸能リポーターたちも『（性加害を）知ってたのに』って言われていたんです、山田さんも含めて。それについていかがですか?」と問われた際、「私は、あの本当に正直なところみなさんと一緒なんですけど、噂レベルでは知っていました」と話した。視聴者からは山田の立ち位置からして事実を知っていたはずだと見られており、「噂レベル」と弁明したことについて「保身発言でしかない」などと批判的な声が上がっている。

## テレビ出演

### 現在の出演番組
- Live News it!（フジテレビ）
- 情報ライブ　ミヤネ屋（日本テレビ）
- サンデージャポン(TBSテレビ)
- ドデスカ+（メ〜テレ）

### 過去の出演番組
- 幸せって何だっけ ～カズカズの宝話～ (ブレーン担当) （フジテレビ）
- 〜あらゆる世界を見学せよ〜潜入!リアルスコープ（フジテレビ）
- カノッサの屈辱（フジテレビ）
- ズームイン!!サタデー（日本テレビ）
- ザ!情報ツウ (ブレーン担当) （日本テレビ）
- 全力!Tunes（日本テレビ）
- おネエ★MANS（日本テレビ）
- 踊る!さんま御殿!!（日本テレビ）
- EXテレビ（日本テレビ）
- 恋のから騒ぎ（日本テレビ）
- ザ！情報ツウ（日本テレビ）
- 魔女たちの２２時（日本テレビ）
- ルックルックこんにちは→レッツ!→ザ!情報ツウ・コーナー「ウワサの地獄耳」（日本テレビ）
- 天才！志村どうぶつ園 (コンセプトアドバイザー担当) （日本テレビ）
- 1周回って知らない話（日本テレビ）
- 松本清張スペシャル・指（日本テレビ）
- 情報ライブ ミヤネ屋・水曜コメンテーター（読売テレビ）
- ウラネタ芸能ワイド 週刊えみぃSHOW（読売テレビ）
- ミラクルC (ブレーン担当) （テレビ東京）
- （特）情報とってもインサイト・金曜コメンテーター（TBSテレビ）
- きょう発プラス!・金曜コメンテーター（TBSテレビ）
- 2時っチャオ!・金曜コメンテーター（TBSテレビ）
- スパスパ人間学(TBSテレビ）
- 旅の香り（テレビ朝日）
- やじうまプラス・土曜日コメンテーター（テレビ朝日）
- めんたいワイド・エンタめんたい（福岡放送）福岡県出身の城下尊之らとVTR出演。
- Go!Go!いわて（岩手朝日テレビ）電話出演。
- バイキング → バイキングMORE（フジテレビ）[7][8]
- ドデスカ!（メ〜テレ）
- アップ! （メ〜テレ）

## ラジオ出演

### 現在の出演番組
- 生島ヒロシのおはよう一直線（TBSラジオ）

### 過去の出演番組
- ミュージック・ハイウェイ - 鬼沢慶一の代理パーソナリティー（TBSラジオ、地方局向け）
- 吉田照美のやる気MANMAN! - マイクサイドボクシング「俺に言わせろ！」火曜コメンテーター（文化放送）
- しあわせ、いっしょ 福ミミ・ワイド（文化放送）
- ラジオマガジンEARLY BIRD（東北放送）
- 斉藤一美 ニュースワイドSAKIDORI!（世の中 SAKIDORI 木曜日に出演）（文化放送）

## 連載
- 「デイリースポーツまるしぇ」山田美保子のミホコはいいモノを知っている！
- 「DIME」（小学館）山田美保子のデキる接客に学ぶ人心掌握術
- 「女性セブン」山田アイモード（小学館）
- 「日刊ゲンダイ」（日刊現代）
- 「週刊新潮」（新潮社）
- 「サンデー毎日」ワイドショーの恋人
- 「週刊朝日」楽屋の流行りモノ
- 「デイリースポーツ」ミホコは見ていた
- 「NEWSポストセブン」芸能地獄耳
- 「テレビ朝日芸能特報」ジャニーズに憧れて
- 「朝日新聞デジタル」ジャニ担！
- 「２５ans」美人コレクター
- 「日経MJ」CM裏表
- 「共同通信社」より全国の地方紙に配信する「ドラマ評」
- 「レタスクラブ」with SNOOPY（レギュラー出演番組）
- 「花人日和」（サライ.jp）心躍る！とっておきの手土産

## 審査員、講師
- 「フジサンケイグループ広告大賞」クリエイティブ部門審査員
- 「ACC CM FESTIVAL」ラジオ部門審査員
- 「COTTON USA AWARD」審査員
- 「早稲田美容専門学校」特別講師

## 著書
- 「損するオンナ　得するオンナ」青春出版社
- 「オバダス」講談社文庫
- 「エステの鬼」新潮社
- 「友情、愛情、ああ無情」小学館文庫
- 「最後に笑うダイエット」講談社

## その他
企業（家電メーカー、ITメーカー、PR会社など）のマーケティング＆PRアドバイザーをつとめる。
講演内容
- トレンド全般
- テレビ界、芸能界裏話全般
- 若者動向
- 世代別女性動向
- 接客術